# Studio Telescreen Japan
Studio Telescreen Japan è uno studio di animazione giapponese, divenuta famosa per alcuni anime e serie televisive prodotti, quali "Alfred Jodocus Kwak", "Ox Tales" e "Moomin".

## Produzioni
- Alfred Jodocus Kwak
- Ox Tales
- Moomin[non chiaro]
- Tanoshii Moomin Ikka: Bōken Nikki
- Tanoshii Moomin ikka: Moomin Tani no Suisei
- Yo Yo no Neko Matsumi